# چاخ‌لق بزرگ
چاخ‌لق بزرگ یا چاخ‌لق هندی (نام علمی: Esacus recurvirostris) نام یک گونه از تیره تلیله‌ایان است.